# Globba pauciflora
Globba pauciflora är en enhjärtbladig växtart som beskrevs av George King och John Gilbert Baker. Globba pauciflora ingår i släktet Globba och familjen Zingiberaceae. Inga underarter finns listade i Catalogue of Life.